# 羅斯代爾 (新墨西哥州)
羅斯代爾（英語：Rosedale）是位於美國新墨西哥州格蘭特縣的普查規定居民點。

## 人口
根據2020年美國人口普查的數據，羅斯代爾的面積為4.58平方千米，皆為陸地。當地共有人口377人，而人口密度為每平方千米82.31人。